# Secularización

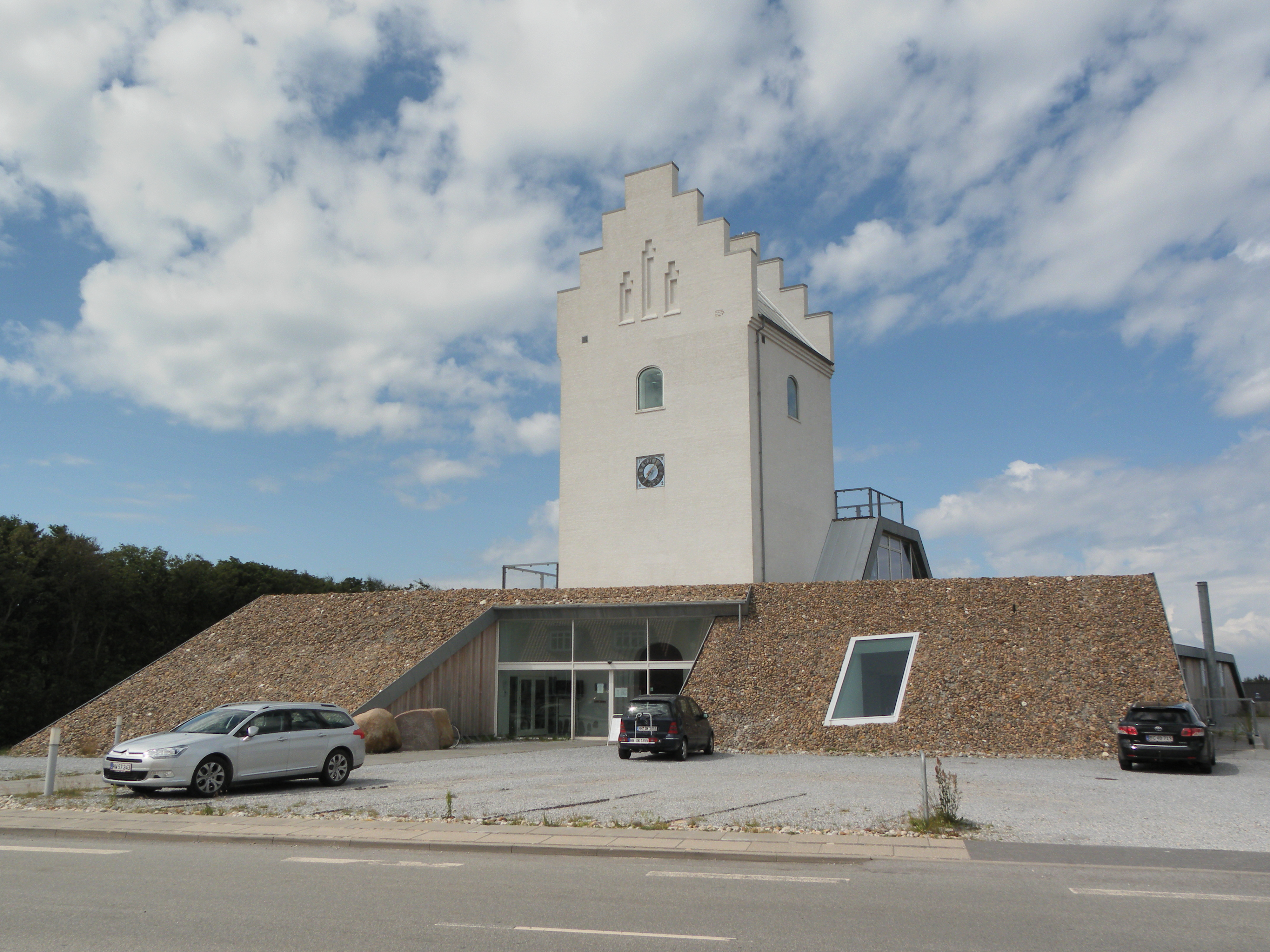
Iglesia en Læsø, Dinamarca, que se transformó en spa en 2008

La secularización (lat. saeculare, significa ‘siglo’ o ‘mundo’) es el paso de algo o alguien de una esfera religiosa a una civil o no teológica. También significa el paso de algo o alguien que estaba bajo el ámbito de una doctrina religiosa (siguiendo sus reglas o preceptos) a la estructura secular, laica o mundanal.
En el ámbito  de la Filosofía de la Cultura en general, y con repercusiones directas en Derecho Civil y Canónico, el concepto o proceso social de Secularización se ha referido a la desacralización de elementos y estructuras, inicialmente percibidos como dotados de significado simbólico transcendente y pasando al ámbito del laicismo profano, afirmándose de ese modo una inmanencia radical (relativismo individualista) en el valor referido a los mismos. Dicho proceso se vincula con la subjetivación de dichos elementos, pérdida de transcendencia pública, incluso en la codificación legal y asignación de relativismo subjetivo en la asignación de valor de los mismos. 
Ejemplo de esto es la consideración de la institución del matrimonio por la Reforma Protestante como una cuestión no sacramental, sino puramente civil, y su posterior pérdida de relevancia pública hasta la crisis de la institución legal del matrimonio sufrida en el siglo XX y XXI al ser considerado una estructura sin relevancia pública más allá del propio individuo.
La secularización también se refiere al proceso que experimentan algunos Estados o territorios cuando diversas instituciones y bienes pasan de la esfera religiosa a la civil. Con la secularización, lo sagrado y lo religioso se hacen más privados y ceden su preeminencia pública a la sociedad. Uno de los procesos de secularización territorial más destacados de la Edad Moderna fue la mediatización de Europa de finales del siglo XVIII a principios del siglo XIX a consecuencia de las conquistas napoleónicas y la caída del Sacro Imperio Romano Germánico.

## Etimología y significados
Proviene del latín saeculare, que significa ‘siglo’ pero también ‘mundo’. De ahí que secular se refiera a todo aquello que es mundano, por oposición a lo espiritual, lo santo, o lo divino. De saeculum también deriva la palabra «seglar», con la que se designa a los miembros de la Iglesia que no son clérigos. Así pues, «secular» se opone a «religioso», como «profano» se opone a «sagrado».
- El término ha servido para designar la pérdida de propiedades de la Iglesia y su paso a manos del Estado o de la sociedad civil.[3] Para referir a tal hecho actualmente se utilizan las expresiones «desamortización» o «expropiación eclesiástica».
- El término «secularización» también designó la progresiva independencia del poder político respecto al poder eclesiástico. En este sentido, secular equivale a laico, es decir, a no-confesional. Con la secularización el Estado deja de ser confesional, se emancipa de cualquier tutela religiosa y se convierte en un Estado laico.
- En un tercer sentido, «secularización» se refiere a la pérdida de influencia de la religión en la cultura. Si en alguna época estuvieron sometidas a la influencia de grupos religiosos, con la secularización la ciencia, la moral, el arte y otras expresiones humanas recobran su papel al margen de lo religioso.
- En cuarto lugar, la «secularización» designa la autonomía de la sociedad en general y de sus instituciones (enseñanza, sanidad, asistencia social, etc.) frente a las instituciones religiosas que, tradicionalmente, habían tenido mucho más peso.
- Finalmente, la «secularización» es una manera de hablar de la decadencia de las prácticas y creencias religiosas que se observa en las sociedades modernas.

## Historia, política e ideológica y consecuencias
Si bien no se puede determinar un momento exacto en la historia del primer caso de secularismo (habría que buscar la primera sociedad en relación con una religión y cómo su relación se desmorona), podemos remitirnos a los inicios de movimientos autodeclarados seculares, así como a la aparición del término mismo. En Occidente, entre los siglos XV y XVI, el panorama político en Europa estaba mezclado en gran medida con el religioso dentro de una sociedad de tipo monárquico, de manera tal que muchos gobiernos hacían cumplir sus normas con justificativos religiosos de por medio, incluso aunque estos contradijeran y no fueran norma respetada o establecida por la Iglesia. Con el surgimiento de la Reforma Protestante, las autoridades civiles fueron apartándose de la tradicional necesidad de un aval por parte de la Iglesia de Roma. De este modo, cada competencia que perdiera el papado recaería de forma natural sobre el correspondiente gobernante secular (una idea que el propio Martín Lutero transmitiría de manera inequívoca al príncipe elector de Sajonia Juan en toda su correspondencia, especialmente a lo largo del año 1529).
Según el historiador Arnold J. Toynbee, es a finales del siglo XVII cuando, a raíz de las guerras de religión que asolaron Europa, tuvo lugar, por parte de pensadores y filósofos, una transferencia «deliberada y consciente» de interés desde el ámbito religioso hacia la promoción de la ciencia y la técnica. A partir de entonces se produciría una progresiva difusión del movimiento secularizante a círculos cada vez más amplios de la sociedad, contribuyendo a esto el surgimiento de organizaciones impulsoras del conocimiento como la Royal Society, constituida oficialmente en 1662.
Más tarde, muchos grupos de poder económico y miembros de la nobleza contrarios a los mandatos establecidos por el estado comenzaron a idear reformas para cambiar la forma en la que se hacía política, así también con la forma de hacerse con el poder. De esta forma nace el movimiento de la Ilustración francesa y alemana del siglo XVIII, el cual se presentaba como un movimiento en contra de la ignorancia y el misticismo, a los que había que acabar por medio de la difusión de las ciencias y el empleo de la razón. Si bien este movimiento tuvo muchos exponentes cristianos en sus inicios (Blaise Pascal, Gottfried Leibniz, Galileo Galilei), también aparecieron críticos de la religión proponiendo tratados que establecían los límites entre lo que la religiosidad impone y la vida civil, identificando esta última con la mayoría de edad o madurez del ser humano. Estos últimos enseñaban que frente a un mundo regido por las creencias y normas religiosas, era posible una sociedad de individuos racionales, guiados por principios laicos y máximamente universales.
Desde el punto de vista ideológico de un secularista de la Ilustración, la secularización es el cumplimiento del ideal kantiano de la «mayoría de edad» del hombre. Este «ya no necesita» la tutela de la religión, sino que puede pensar y decidir por sí mismo.
George Jacob Holyoake, considerado el padre del secularismo inglés, gran activista de la secularización, definía lo secular como aquello que en esta vida podía ser controlado por la experiencia.
Esta forma de pensamiento fue utilizada ya a finales de la Ilustración y a comienzos de la Revolución Industrial como vehículo para acabar con las monarquías y la nobleza, y beneficiada por varios grupos económicos fue llevada a cabo en 1789 con la Revolución francesa, así como iniciando una cadena de independencias revolucionarias que si bien tuvieron una razón política y económica, terminaron subvencionando a mucha gente que estaba contra la Iglesia en ese momento.
De esta forma a comienzos del siglo XX empiezan a aparecer los movimientos de separación anexional de la Iglesia y Estado, ya dictaminados dentro del margen de las constituciones, así como a favorecer el derecho a muchos medios de comunicación y movimientos a promover ideologías en contra de las mismas religiones.
Aun así en la actualidad, desde el punto de vista estadístico, parece precipitado creer que se está llegando al final de la religión dentro de la sociedad. Por un lado, es cierto que una mentalidad desacralizada y racionalista se ha estado extendiendo en la sociedad moderna, lo que se debe a diversos factores, entre los que cabe destacar el hecho de que el conocimiento científico ha vuelto obsoletas algunas de las afirmaciones fundamentales de muchas religiones (entre ellas, las referidas al origen del ser humano como especie y al del universo tal como existe hoy), así como las relaciones entre secularismo y diversos movimientos políticos, económicos y sociales. Por otro lado, sin embargo, el secularismo no parece tener resueltas algunas de las inquietudes humanas fundamentales y ciertas religiones o el misticismo continúan proponiendo una respuesta para millones de personas. Así, por ejemplo, la inquietud espiritual no ligada a una religión concreta se manifestó en los últimos años del siglo XX en la llamada Nueva Era o new age. Así también, algunas religiones, como la Iglesia católica y el islam, proclaman que la ciencia no es contradictoria con la fe y van modificando algunas de sus posiciones doctrinarias para no hacerlas contradecir flagrantemente con las del conocimiento científico establecido, al mismo tiempo que se oponen a los movimientos de secularización.
Así también debe considerarse la limitación o negación de la libertad de culto en algunos regímenes de gran secularización, como la República Popular China, donde los creyentes ven limitada y hasta prohibida cualquier actividad relacionada con su fe y costumbres, lo cual para algunos es uno de los peligros de un secularismo extremo.

## Otros sentidos del término «secularización»
La secularización es también una autorización dada a un religioso con votos solemnes y por extensión a aquellos con votos simples, para vivir por un tiempo o permanentemente en el «mundo», fuera del claustro y su orden, aunque manteniendo la esencia de la profesión religiosa. Es una medida de favor hacia el religioso y debe por tanto ser distinguido de la «expulsión» del religioso con votos solemnes, y del «despido» del religioso con votos simples, que son medidas penales hacia sujetos culpables. Por otra parte, como la secularización no anula el carácter religioso, es distinta de la dispensa absoluta de los votos; esta es también una medida indulgente, pero anula los votos y sus obligaciones, y el dispensado no es más un religioso. Como regla general la dispensa es la medida que se toma en caso de religiosos con votos simples mientras la secularización es empleada cuando hay votos solemnes. Sin embargo hay excepciones en ambos casos.
La secularización se divide en temporaria y perpetua; la primera es simplemente la autorización dada a un sujeto para poder vivir fuera de su orden, ya sea por un tiempo fijo, e.g., uno o dos años, o mientras duren circunstancias particulares, condiciones de salud, familia, negocios, etc., pero no hay cambio ni en las condiciones ni en los deberes del religioso.
La secularización perpetua por otra parte, saca completamente al sujeto de su orden, los hábitos de la cual se quita, y de la que no tiene más derecho a pedir apoyo sin acuerdo previo.